# Nicolas Bravin
Nicolas Bravin est un musicien français né le 8 octobre 1968. Il fut notamment le guitariste du groupe de rock français Les Visiteurs avec Louis Bertignac et plus récemment du groupe Blankass.

## Discographie

### Avec d'autres artistes
- 1990 Louis Bertignac et les Visiteurs : Rocks - Enregistré à Memphis, produit par Jim Gaines
- 1993 Fabienne Shine : Nomad Nomads - Producteur / Réalisateur : Pierre Henri Samion
- 1998 Intermuzicales (CD compilation du club L'Intermédiaire à Marseille) : Intermuzicales 98 (titre Tu as tort avec D-TRACK) - Producteur : L'Intermédiaire
- 1998 Blankass : L'ère de rien (guitare sur Le silence est d'or) - Producteur : Universal
- 2003 Dominique Py : Rastaman (3 guitares) - Producteur / Réalisateur : Dominique Py
- 2003 Eleo : B.O.F Nos enfants chéris, film de Benoît Cohen (titre : Nos enfants chéris) - Producteur : Capitol / Shadows
- 2003 La Grande Sophie : Et si c'était moi (bonus 3 titres unplugged) - Producteur : AZ / Universal
- 2005 Blankass : Elliott - Producteur : Up Music
  - 2011 Hubert Mounier[1] : La maison de pain d’épice (guitare sur « la maison de pain d’épice). Producteur : Naïve
    - 2012 The N.O. : Primitive Pulse (live). Producteur : NO Management
      - 2018 Louis Bertignac : Premier Rang (live). Producteur : Verychords
        - 2019 Fantom : Bulle d’air. Collaboration instrumentale (guitares).Producteur : Fantom
          - 2019 Place Hubert Mounier : Place Hubert Mounier (tribute album). Guitares sur « Place Hubert Mounier ». Producteur : Stardust ACP
            - 2021 CVN : 3.8 - écrit, composé et enregistré avec Virginie Bravin. Producteur / Réalisateur : CVN
              - 2022 Itam & Zamo : Opaque - collaboration instrumentale (guitare) sur « Chantage » et « Interlude »
                - 2022 Br4vin Brothers : Ta seule destination. Producteur : Fred Zaragoza

### En "solo"
- 1998 : Bravin - Producteur / Réalisateur : Bravin

## Biographie
(mars 2022).
- 1968 : Naissance en région parisienne.
- 1970 : Première guitare dans les mains.
- 1973 : Début d'apprentissage de la guitare.
- 1978 : Départ pour la Normandie et découverte de Téléphone, les Beatles, les Stones...
- 1982 : Premier groupe Insolence avec mon frère Marc à la basse.
- 1985 : Fondation d'un autre groupe Easylover
- 1986 : Expulsion du lycée, retour à Paris.
- 1988 : Début de l'aventure avec Louis Bertignac et les Visiteurs
- 1993 : Rencontre de Jean-Lou Kalinowski, batteur de Shakin' Street et travail en studio avec Fabienne Shine
- 1993 : Série de show-cases parisiens avec Mark Anthony Jones, le guitariste de Kid Creole & The Coconuts
- 1993 : Fondation du groupe Atomic Mushroom (avec Laurent Sinclair de Taxi Girl, Leroy Jones, Johan Ledoux, Charly Poggio et Alex Nivet des Blankass, Daniel Paboeuf de Marquis de Sade) pour une série de concerts
- 1994 : Fondation du groupe PXXI (The popes of the 21st century) avec Leroy Jones et Alain Gouillard. Beaucoup de concerts parisiens, et au Printemps de Bourges.
- 1995 : Départ pour Marseille avec femme et enfants, pour travailler avec son frère Marc sur le projet Bravin.
- 1999 : Retour à Paris pour un stage de chant au Studio des Variétés avec Nicole Fallien (Goldman, Balavoine...).
- septembre 2001 : Sélection aux 17èmes rencontres de Voix du Sud, à Astaffort, présidées par Francis Cabrel.
- juin 2002 : Concert annuel de présentation des meilleures chansons des rencontres de Voix du Sud à Paris + 3 concerts en France dont un au Casino de Paris.
- octobre 2002 : Sélection pour participer à la première édition du festival "en découvrance", à Beauvais.
- décembre 2002 : Concert à l'Olympia, Paris, avec Maxxie (R'N'B', ragga).
- janvier 2003 : Arrangement et enregistrement de cinq chansons pour Alain Tremblay et Joël Gerlier.
- mars 2003 : Enregistrement (basse et guitares) avec le groupe Eleo de deux de leurs titres et entrée dans le groupe comme guitariste.
- juillet 2003 : Alain Tremblay enregistrement de deux titres.
- octobre 2003 : Enregistrement d'un « 5 titres » avec Eleo au studio 180 à Paris, destiné à la promotion.
- octobre 2003 : Enregistrement avec La Grande Sophie de l'émission Top Of The Pops.
- novembre 2003 : Enregistrement de trois titres bonus FNAC avec La Grande Sophie au studio de Belleville à Paris.
- 2004 : Entrée dans le groupe Blankass et travail en studio.
- octobre 2005 : Sortie d'Elliott avec le groupe Blankass suivi de nombreux concerts[2]